# یواس‌اس اوبراین (دی‌دی-۵۱)
یواس‌اس اوبراین (دی‌دی-۵۱) (به انگلیسی: USS O'Brien (DD-51)) یک کشتی بود که طول آن ۳۰۵ فوت ۳ اینچ (۹۳٫۰۴ متر) بود. این کشتی در سال ۱۹۱۴ ساخته شد.